# Parlamentswahl in Finnland 1922
- SSTP: 27
- SDP: 53
- ED: 15
- RKP: 25
- ML: 45
- KOK: 35

Die Parlamentswahl in Finnland 1922 (finnisch Eduskuntavaalit 1922; schwedisch Riksdagsvalet 1922) fand am 1. und am 3. Juli 1922 statt. Es war die Wahl zum 10. finnischen Parlament.
Die Sozialdemokraten mussten einen Stimmenverlust von fast 13 Prozentpunkten hinnehmen und bekamen nun nur noch acht Sitze mehr als der Landbund. Hauptgrund für den Stimmenverlust war die erstmalige Teilnahme der Sozialistischen Arbeiterpartei Finnlands, die auf fast 15 % der Stimmen kam. Der Christliche Arbeiterbund nahm dagegen aufgrund seiner Kritik am Wahlgesetz, das seiner Meinung nach kleineren Parteien nur kleine Chancen lasse, nicht mehr an der Parlamentswahl teil.

## Teilnehmende Parteien
Es traten 6 verschiedene Parteien zur Wahl an:
| Partei | Partei | Ausrichtung        | Spitzenkandidat         |
| ------ | --- | ------------------ | ----------------------- |
|        | Sozialdemokratische Partei Finnlands Suomen Sosialidemokraattinen Puolue (SDP) Finlands Socialdemokratiska Parti      | sozialdemokratisch | Väinö Tanner            |
|        | Landbund Maalaisliitto (ML) Agrarförbundet                                                                            | sozialliberal      | Petter Heikkinen        |
|        | Nationale Sammlungspartei Kansallinen Kokoomus (KOK) Samlingspartiet                                                  | konservativ        | Antti Tulenheimo        |
|        | Nationale Fortschrittspartei Kansallinen Edistyspuolue (ED) Framstegspartiet                                          | liberal            | Oskari Mantere          |
|        | Schwedische Volkspartei Ruotsalainen Kansanpuolue (RKP) Svenska Folkpartiet (SFP)                                     | liberal            | Eric von Rettig         |
|        | Sozialistische Arbeiterpartei Finnlands Suomen Sosialistinen Työväenpuolue (SSTP) Finlands Socialistiska Arbetarparti | sozialistisch      | Toivo Hjalmar Långström |

## Wahlergebnis
Die Wahlbeteiligung lag bei 58,5 Prozent und damit 8,6 Prozentpunkte unter der Wahlbeteiligung bei der letzten Parlamentswahl 1919.
| Partei            | Partei                                         | Stimmen   | Stimmen | Stimmen | Sitze  | Sitze |
| Partei            | Partei                                         | Anzahl    | %       | +/−     | Anzahl | +/−   |
| ----------------- | ---------------------------------------------- | --------- | ------- | ------- | ------ | ----- |
|                   | Sozialdemokratische Partei Finnlands (SDP)     | 216.861   | 25,06   | −12,92  | 53     | −27   |
|                   | Landbund (ML)                                  | 175.401   | 20,27   | +0,57   | 45     | +3    |
|                   | Nationale Sammlungspartei (KOK)                | 157.116   | 18,15   | +2,44   | 35     | +7    |
|                   | Sozialistische Arbeiterpartei Finnlands (SSTP) | 128.181   | 14,81   | +14,81  | 27     | +27   |
|                   | Schwedische Volkspartei (RKP)                  | 107.414   | 12,41   | +0,28   | 25     | +4    |
|                   | Nationale Fortschrittspartei (ED)              | 79.676    | 9,21    | −3,60   | 15     | −11   |
|                   | Sonstige                                       | 772       | 0,09    | −0,05   | —      | —     |
| Gesamt            | Gesamt                                         | 865.421   | 100,00  |         | 200    |       |
| Gültige Stimmen   | Gültige Stimmen                                | 865.421   | 99,38   |         |        |       |
| Ungültige Stimmen | Ungültige Stimmen                              | 5.404     | 0,62    |         |        |       |
| Wahlbeteiligung   | Wahlbeteiligung                                | 870.825   | 58,48   |         |        |       |
| Wahlberechtigte   | Wahlberechtigte                                | 1.489.022 | 100,00  |         |        |       |
| Quelle:           |                                                |           |         |         |        |       |

## Nach der Wahl
Am 14. November 1922 nahm eine neue Regierung, bestehend aus Landbund und Fortschrittspartei, die Arbeit auf. Ministerpräsident wurde Kyösti Kallio vom Landbund. Kallio blieb nur bis zum 18. Januar 1924 Ministerpräsident Finnlands, da nach der Inhaftierung aller 27 Parlamentsabgeordneten der Sozialistischen Arbeiterpartei im August 1923 Präsident Kaarlo Juho Ståhlberg vorgezogene Wahlen anordnete.